# カウリマレ川

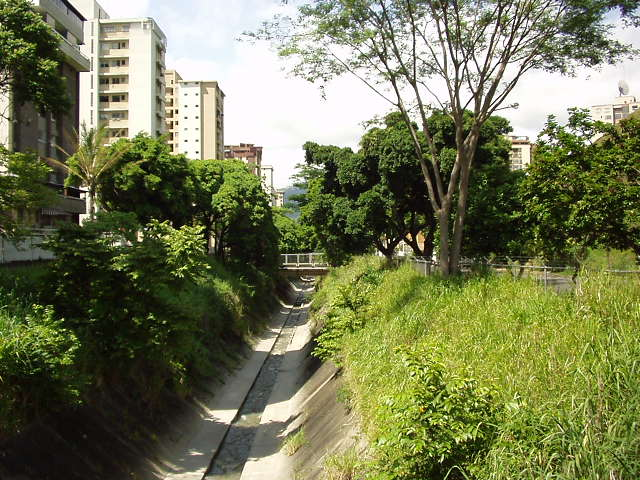
市内を流れる川 (2004年7月)

カウリマレ川（カウリマレかわ、Río Caurimare）は、ベネズエラのカラカスを流れる小さな川で、グアイレ川の支流である。流路はミランダ州スクレ市に含まれる。

## 地理
アビラ山から南西に流れ、他の小さな流れをあわせて南に流れ、ペタレ駅付近でグアイレ川に合流する。市内ではコンクリートで護岸がなされた水路で、部分的には地下の暗渠を流れる。